# Adolfo Zamboni
Adolfo Zamboni (Cologna Ferrarese, 1891 – Padova, 1960) è stato un militare, antifascista e partigiano italiano. Tenente dell'esercito che ha combattuto nella prima guerra mondiale. Su questa esperienza ha scritto un libro, Il 141º Reggimento Fanteria nella Grande Guerra, in cui racconta le condizioni dei soldati italiani in trincea.

## Biografia
Scoppiata la prima guerra mondiale, fu chiamato alle armi, prestò servizio nel 141º Reggimento Fanteria della Brigata "Catanzaro" impiegata per quasi due anni e mezzo come unità d'assalto sul Carso. Ha partecipato a tutti i sanguinosissimi combattimenti che il suo reggimento affrontò dalla 3ª alla 11ª Battaglia dell'Isonzo (Bosco Cappuccio, San Martino del Carso, Oslavia, Monte San Michele, Nad Bregom, Hudi Log, Nad Logem, Quota 208 Nova Vas, Hermada, Lukatic) e sull'Altopiano d'Asiago (Monte Mosciagh).
 
Al tenente Adolfo Zamboni furono concesse 3 Medaglie d'Argento al Valor Militare: la prima, M.Mosciagh (Asiago) 27-28 maggio 1916, la seconda, M.S.Michele (Carso) 6 agosto 1916, la terza, Regione dell'Hermada (Carso) 19-22 agosto 1917.
Durante una rivista militare fu insignito della Croix de Guerre avec Palme dal Presidente della Repubblica Francese Raymond Poincaré, onorificenza ricevuta solo da altri due soldati italiani (Francesco Baracca e Gabriele D'Annunzio). Fu citato a l'ordre de l'Armée dal Maresciallo Petain.
Ricevette la Croce di Cavaliere dell'Ordine della Corona d'Italia per benemerenze di guerra. Nella 11ª Battaglia dell'Isonzo (4 settembre 1917) fu fatto prigioniero, venne condotto nel Kriegsgefangenenlager di Mauthausen (vicino a Linz), poi trasferito nei campi di prigionia di Spratzen (presso Pölten) e di Winterbach, in Bassa Austria. In prigionia si ammalò gravemente, e grazie all'intervento della Croce Rossa fu rimpatriato in Italia nel 1918.

Dopo il congedo dall'esercito iniziò la carriera di insegnante a Padova e raccolse i suoi ricordi della guerra nei libri "Scene e figure della nostra Guerra" (pubblicato nel 1922), "Il 141º Reggimento Fanteria nella Grande Guerra" (edito nel 1929 e 1933) e "Pellegrinaggio al Carso" (stampato nel 1934).
Dopo l'Armistizio di Cassibile, partecipa attivamente alla Resistenza, nelle file delle brigate Giustizia e Libertà della Brigata "Silvio Trentin", inoltre aiuta la rete formata dall'ufficiale dell'aeronautica Armando Romani e padre Placido Cortese di aiuto agli ebrei.
Nel novembre del 1944, viene arrestato e trasferito a Villa Giusti a Padova, sede della Banda Carità, comandate da Mario Carità, interrogato, torturato per mesi, ritrova in cella molti dei suoi allievi anche loro operanti nella resistenza, al suo fianco ebbe il suo assistente Giovanni Apolloni sacerdote, insegnante nel seminario maggiore di Padova.

## Opere
- Adolfo Zamboni, Il 141º Reggimento Fanteria nella Grande Guerra, Libreria Editrice A. Draghi di G.B. Randi & F., Padova, 1929
- Adolfo Zamboni, Relazione redatta al ritorno dalla prigionia, manoscritto conservato nell'Archivio dell'Ufficio Storico dello Stato Maggiore dell'Esercito a Roma